# Mont-Saint-Sulpice
Mont-Saint-Sulpice là một xã của Pháp,tọa lạc ở tỉnh Yonne trong vùng Bourgogne. Xã này nằm trên một ngọn đồi giữa thung lũng sông Serein và thung lũng Armançon giữa các làng Brienon và Hauterives.
Người dân ở đây trong tiếng Pháp gọi là Montois.

## Hành chính
| Danh sách các thị trưởng               |           |                  |      |         |
| Giai đoạn                              | Giai đoạn | Tên              | Đảng | Tư cách |
| tháng 3 năm 2001                       |           | Robert Deplanque |      |         |
| Tất cả các dữ liệu trước đây không rõ. |           |                  |      |         |

## Thông tin nhân khẩu
| Năm | 1962 | 1968 | 1975 | 1982 | 1990 | 1999 |
| --- | ---- | ---- | ---- | ---- | ---- | ---- |
| Dân số | 527  | 564  | 598  | 709  | 768  | 807  |
| From the year 1962 on: No double counting—residents of multiple communes (e.g. students and military personnel) are counted only once. |      |      |      |      |      |      |